# Ляди (Червенський район)
Ляди (біл. вёска Ляды) — село в складі Червенського району Мінської області, Білорусь. Село є адміністративним центром Лядівської сільської ради, розташоване в центральній частині області.